# Július Šimon
Július Šimon (Lučenec, 19 juli 1965) is een voormalig profvoetballer uit Slowakije. Hij speelde als aanvallende middenvelder gedurende zijn carrière in Slowakije en Oostenrijk.

## Interlandcarrière
Šimon kwam in totaal 23 keer (zes doelpunten) uit voor het Slowaaks voetbalelftal in de periode 1995-1997. Hij maakte zijn debuut voor de nationale ploeg op 22 februari 1995 in het vriendschappelijke duel in Fortaleza tegen Brazilië, dat met 5-0 werd verloren.
| Interlanddoelpunten | Interlanddoelpunten | Interlanddoelpunten   | Interlanddoelpunten | Interlanddoelpunten | Interlanddoelpunten | Interlanddoelpunten |
| #                   | Datum               | Locatie               | Tegenstander        | Goal(s)             | Uitslag             | Wedstrijd           |
| ------------------- | ------------------- | --------------------- | ------------------- | ------------------- | ------------------- | ------------------- |
| 1                   | 11 oktober 1995     | Bratislava, Slowakije | Polen               | 83'                 | 4–1                 | EK-kwalificatie     |
| 2                   | 27 maart 1996       | Bratislava, Slowakije | Wit-Rusland         | 24'                 | 4–0                 | Oefeninterland      |
| 3                   | 22 september 1996   | Bratislava, Slowakije | Malta               | 15'                 | 6–0                 | WK-kwalificatie     |
| 4                   | 23 oktober 1996     | Bratislava, Slowakije | Faeröer             | 57'                 | 3–0                 | WK-kwalificatie     |
| 5                   | 29 april 1997       | Trnava, Slowakije     | IJsland             | 36' (pen.)          | 3–1                 | Oefeninterland      |
| 6                   | 29 april 1997       | Trnava, Slowakije     | IJsland             | 87' (pen.)          | 3–1                 | Oefeninterland      |